# Bukovi Gábor
Bukovi Gábor (1935. március 22. – 2002. április 13.) kétszeres magyar bajnok labdarúgó, csatár.

## Pályafutása
1953-ban mutatkozott be az élvonalban a Bp. Vörös Lobogó csapatában. Az 1953-as és az 1957–58-as idényben bajnokságot nyert csapatnak a játékosa volt. 1953-ban az ifjúsági UEFA-tornán aranyérmes együttes tagja volt.

## Sikerei, díjai
- Ifjúsági UEFA-torna
  - győztes: 1953
- Magyar bajnokság
  - bajnok: 1953, 1957–58
  - 2.: 1954, 1955, 1957-tavasz